# قيزيق فجري مقعر
القيزيق الفجري المقعر (الاسم العلمي:Eocyzicus concavus) (بالإنجليزية: desert clam shrimp)‏ هو نوع من الحيوانات يتبع جنس القيزيق الفجري من فصيلة القيازق.